# Gercsely
Gercsely (szlovákul: Hrčeľ) község Szlovákiában, a Kassai kerület Tőketerebesi járásában. 

## Fekvése
Tőketerebestől 12 km-re dél-délnyugatra, a Helmec-patak jobb partján fekszik.

## Története
1332-ben a pápai tizedjegyzékben „Gertschol” alakban említik először, ekkor már plébániája is volt. 1410-ben „Gerchel” néven a Toronyay család birtoka. 1481-ben „Gerchen” néven szerepel. A 16. században a Perényiek a birtokosai. 1557-ben 7 portája létezett. 1715-ben 21 ház nélküli jobbágytelke és 7 háztartása volt. 1787-ben 60 házában 417 lakos élt.
A 18. század végén Vályi András így ír róla: „GERCSELY. Magyar, és tót falu Zemplén Vármegyében, földes Ura Zóltán és több Uraságok, lakosai katolikusok, és külömbfélék, fekszik Velestéhez és Kisztéhez közel, térséges nyirkos, és követses határja, három nyomásbéli, erdeje vagyon, szőleje nints, rét nélkül szűkölködik, piatzok Kassán, és Újhelyben.”
1828-ban 69 háza volt 506 lakossal. Lakói mezőgazdasággal és szénégetéssel foglalkoztak. 1831-ben lakói rész vettek a koleralázadásban.
Fényes Elek 1851-ben kiadott geográfiai szótárában így ír a faluról: „Geresely, magyar-orosz falu, Zemplén vmegyében, ut. p. Velejtéhez közel: 76 római, 233 görög kath., 195 ref., 39 zsidó lak. Ref. templom. 735 hold jó szántóföld. F. u. többen.”
Borovszky Samu monográfiasorozatának Zemplén vármegyét tárgyaló része szerint: „Gercsely, a Helmeczke-patak mellett fekvő kisközség 500, erősen magyarosodó tót lakossal, kik nagyobb részben gör. kath. vallásúak. Házainak száma 91. A falu postája, távírója és vasúti állomása Velejtén van. Első birtokosául 1410-ben Toronyai Pált találjuk, kit a leleszi káptalan egyes részekbe iktat. 1415-ben a Csicseri és a vele osztályos családok, továbbá Hruszkai János bírják. 1418-ban Fodor Ferencz, 1427-ben a Nagytárkányi család, 1432-ben Cselei Anna és Borbély János, 1445-ben Ronyvai Miklós és az Uporiak, 1447-ben Bulcsó Benedek és Makó Jakab, 1474-ben a Nyárasapátiak, 1481-ben a Czékeiek és Gercselyiek kapnak itt egyes részeket. A Csicseriek és osztályos társaik részeit 1487-ben Csicseri Zsigmond Ráskai Balázsnak zálogosítja el. 1501-ben Vassai Istvánt, 1511-ben pedig Czékei Petronellát, Bánffi Pétert, Eödönffi Imrét, Dobó Zsófiát, Gerendi Lászlót, Upori Borbálát és Czékei Jánost, 1548-ban Némethi Ferenczet iktatják egyes részeinek birtokába. 1581-ben Melyth Pált, három évvel később a Kéri Járay családot, 1588-ban Duleszkai Horváth Menyhértet találjuk a birtokosok között. Az 1598-iki összeírás csak CzoborMihályt, Melith Pált és Malikóczy Gábort említi, holott ez összeírás előtt a Cseleyek, továbbá Ferenczy István, Berencsy Pál és Zováthy Benedek is birtokosai voltak. 1616-ban Zmeskál Jaroszlav, 1654-ben Keczer Sándor, 1656-ban Ujhelyi András, később meg az Tárczay család is említtetnek az egykorú levelekben. A XVIII. század végén és a mult század első felében a Zoltán, Vékey, Vladár, Szakács, Kozma, Szabó, Inczédy, Zeltvay, Püspöky, Almásy, Bernáth, Héczey, Bodnár, Balogh, Füzesséry, Boka, Kigyósy, Csorba és Kövér családok voltak a birtokosai, most pedig a Markovits Miksáé. 1663-ban a pestis, 1831-ben a kolera pusztította lakosait, kik szintén részt vettek az akkori pórlázadásban. A faluban csak református templom van, mely 1800-ban épült. Ide tartozik Ugró gőzmalomtelep.”
1920-ig Zemplén vármegye Sátoraljaújhelyi járásához tartozott. Mezőgazdasági jellegét később is megőrizte. 1938 és 1944 között újra Magyarország része volt.

## Népessége
| Év:            | 1994. | 2004.   | 2014.    | 2024.    |
| -------------- | ----- | ------- | -------- | -------- |
| Emberek száma: | 777   | 798     | 999      | 1162     |
| Eltérés:       |       | +2,70 % | +25,18 % | +16,31 % |

| Év:            | 2023. | 2024.   |
| -------------- | ----- | ------- |
| Emberek száma: | 1141  | 1162    |
| Eltérés:       |       | +1,84 % |

1910-ben 528-an, többségében magyar anyanyelvűek lakták, jelentős szlovák kisebbséggel.
2001-ben 787 lakosából 672 szlovák és 109 cigány volt.
2011-ben 901 lakosából 834 szlovák és 49 cigány volt.

## Híres emberek
- Itt született 1816-ban Albert Pál törvényszéki ülnök, jogi szakíró.

## Nevezetességei
- Szűz Mária tiszteletére szentelt temploma 1906-ban épült a korábbi, 1800-ban épített és 1900-ban lebontott klasszicista templom anyagából.